# Karel Šmíd
Karel Šmíd (23. prosince 1914, Vídeň – 29. března 1985, Praha) byl český malíř, kreslíř, karikaturista a výtvarný pedagog a také textař a hudební skladatel.

## Život
Karel Šmíd (podle křestního listu Karl Schmied) pocházel z české podnikatelské rodiny, která po vzniku Československa přesídlila do Čech. Roku 1932 maturoval na malostranské reálce v Praze- Roku 1938 ukončil studium na Českém vysokém učení technickém v Praze (profesoři Cyril Bouda, Oldřich Blažíček, Karel Pokorný, Josef Sejpka atd.).
Roku 1945 byl přijat do Syndikátu výtvarných umělců, roku 1946 do Jednoty umělců výtvarných v Praze, roku 1950 se stal členem SČSVU. Roku 1946 vstoupil do komunistické strany a zůstal jejím angažovaným členem až do smrti.
Do roku 1955 vyučoval kreslení na různých středních školách ve Spišské Nové Vsi a v Praze.
Roku 1959 se stal odborným asistentem Pedagogického institutu v Praze, Od roku 1964 se na pozvání Cyrila Boudy stal členem katedry výtvarné výchovy Pedagogické fakulty Univerzity Karlovy a předsedou komise SČSVU pro výtvarnou výchovu. Roku 1968 byl na pedagogické fakultě jmenován docentem kresby a vyučoval kreslení v Praze a v Brandýse nad Labem.
Roku 1973 se stal komisařem galerie Čs. spisovatel v Praze, vedl dramaturgii výstav současných umělců, psal úvody do jejich katalogů a výstavy také uváděl. Zemřel v Praze, pohřben je ve Čkyni.

## Tvorba

### Výtvarná
Karel Šmíd byl bystrý pozorovatel a vždy angažovaný glosátor současnosti. Ve výtvarné sféře se projevoval především jako bytostný kreslíř, ilustrátor a karikaturista s lapidární lineární kresbou. Stylově zůstal poněkud závislý na svých vzorech Františku Bidlovi, Antonínu Pelcovi a především na Adolfu Hoffmeisterovi.
Po 2. světové válce začal ilustracemi do týdeníku My, pak do časopisu Těsnopisné rozhledy (od r. 1954), do Čtení pod lavici (1969), angažované karikatury publikoval občas v týdeníku Tvorba (od roku 1976) a od roku 1978 až do smrti pravidelně v týdeníku Svět v obrazech.
Zúčastnil se mnoha kolektivních výstav a měl i řadu výstav samostatných v pražských i mimopražských galeriích (J.R. Vilímek Praha 1953, Galerie Čs. spisovatel Praha 1973, 1979 a 1985 (posmrtná), Galerie bratří Čapků Praha 1982).
Jeho dílo je zastoupeno ve sbírce kresby v Národní galerii v Praze a v soukromých sbírkách doma i v zahraničí (USA, Francie, Polsko, Slovenská republika).

### Ilustrace
- Škola kreslení pro děti – didaktická příručka, vydalo SPN
- Lidka Bártová – Na lemu tmy (1942)
- Eduard Fiker – Tři minuty (1943)
- Muž přes palubu (1944),
- František Markup (1944),
- Učebnice Český jazyk 2 pro duhou třídu základní osmileté školy, SPN Praha (1954).

### Hudební
Karel Šmíd v mládí také komponoval a psal texty ke svým písňovým skladbám nebo na hudbu Slavoje Procházky. Některé vyšly na gramodeskách (Za naší malou vesničkou, Zas kohout kokrhal aj.).

### Publikace
- Karel Šmíd – kresby, katalog výstavy, Československý spisovatel, Praha 1973
- Jak jsem je viděl (Odeon 1989) – kniha výběru Šmídových karikatur osobností kulturního a politického života, připravená jeho synem Karlem Šmídem ml., novinářem a publicistou.